# العلاقات اليابانية الفيتنامية
تعود العلاقات اليابانية الفيتنامية (باليابانية: 日越関係) (بالفيتنامية: Quan hệ Nhật Bản - Việt Nam)‏ أكثر من ألف عام، ويعود تأسيس العلاقات التجارية الودية إلى القرن السادس عشر على الأقل. تعتمد العلاقات الحديثة بين البلدين على اقتصاد فيتنام النامي ودور اليابان كمستثمر ومانح للمساعدات الدولية.

## التاريخ

### الاتصال الأول
دخل آبي نو ناكامارو، حفيد البيت الإمبراطوري في اليابان، الخدمة المدنية الصينية في عهد سلالة تانغ الحاكمة في القرن الثامن، وعمل في النهاية حاكمًا (جيدوشي) لأنام منذ عام 761 حتى عام 767. كشف التنقيب الأثري في جزيرة كيوشو، الواقعة في أقصى الجنوب الغربي من الجزر الرئيسية الأربع في اليابان، عن قطع من الخزف الفيتنامي مع تاريخ نقش يعود إلى عام 1330، ولكنه انتهى في عام 1332. لم يكن أحد على علم بكيفية وصول القطع إلى هناك، وذلك على الرغم من وجود احتمال لوصولها عن طريق التبادل التجاري مع التجار الصينيين أو الجاويين.

### القرنيين السادس عشر والسابع عشر
جاء الاتصال بين اليابان وفيتنام في وقت مبكر من القرن السادس عشر على شكل تجارة ومقايضة. تردد وصول السفن البحرية اليابانية إلى الموانئ الفيتنامية، وذلك بالإضافة إلى تلك التايلاندية والماليزية. تُظهِر السجلات الفيتنامية افتتاح اللورد نغوين هوانغ ميناء هوي أن في أوائل القرن السابع عشر، والذي عاش فيه المئات من التجار اليابانيين.
اشترى التجار الفيتناميون الفضة، والنحاس، والبرونز من اليابان، وذلك مقابل الحرير الفيتنامي والسكر والتوابل وخشب الصندل، فحقق ذلك أرباحًا كبيرة في اليابان. بُني حي ياباني أطلِق عليه اسم نيهومانسي في هوي أن بغية التعامل مع تدفق التجار. نشطت تجارة المعادن أيضًا لدى أباطرة نغوين، وذلك بسبب حاجتهم إلى عملات معدنية للتجارة وبرونزية لصب البنادق.
تمتعت الدولتان بدرجة عالية من الصداقة. تبادل الشوغون توكوغاوا إيه-ياسو الرسائل والهدايا الودية مع اللورد نغوين؛ وعمد ابنه اللورد نغوين فوك نغوين لتزويج ابنته الأميرة نغوك خوا إلى أراكي شوتارو، وهو تاجر ياباني مشهور. غالبًا ما تبرع التجار اليابانيون بالمال للسكان المحليين وعاملوهم معاملة جيدة، والذي استقر العديد منهم في محيطهم الجديد وتأقلموا معه.
استمرت التجارة في اليابان بالتدفق عندما دخلت البلاد في فترة من العزلة الذاتية، وذلك إما من خلال تخطيط المقيمين الدائمين أو من خلال التجار الهولنديين الذين دخلوا كوسطاء. بدأ اهتمام شوغونية توكوغاوا بمناجم الفضة والنحاس المستغلة بشكل مفرط في البلاد في عام 1685، ووضعت العديد من القيود التجارية. خففت اللوائح الجديدة التجارة بين اليابان وفيتنام بسبب أهمية هذه المعادن، وذلك بالإضافة إلى جزء كبير من جنوب آسيا.

### العصور الحديثة
تُعد اليابان أكبر دولة مانحة لفيتنام، إذ تعهدت في عام 2007 بتقديم مساعدات بقيمة 890 مليون دولار أمريكي للبلاد؛ وذلك بزيادة قدرها 6.5% عن مستوى عام 2006 الذي بلغ قدره 835.6 مليون دولار أمريكي. فتحت فيتنام واليابان مركزًا للبحث عن معادن الأرض النادرة لتحدي احتكار الصين للإمداد. شكلت هذه العناصر أهمية حاسمة للعديد من التقنيات الحديثة، بما في ذلك أجهزة الكمبيوتر، وأجهزة التلفاز وتوربينات الرياح. وقعت اليابان وفيتنام في عام 2020 اتفاقية للتعاون في استغلال المعادن. يُعتقد أن فيتنام من بين البلدان العشرة الأوائل في العالم من حيث مخزون الأرض من المعادن النادرة. فتح البلدان الآن مركزًا تكنولوجيًا ممولًا مشتركًا للمساعدة في معالجة وفصل الخام بالعناصر النادرة ثم شحنها إلى اليابان.
وصلت المساعدة الإنمائية الرسمية التي تعهدت بها اليابان في عام 2011 إلى 1.76 مليار دولار أمريكي، وهي أكبر بأربع مرات من مساعدة كوريا الجنوبية، والتي تُعد ثاني أكبر دولة مانحة لفيتنام، بقيمة 412 مليون دولار. ارتفع مبلغ التبرع الذي قدمته اليابان في عام 2012 لفيتنام إلى 3 مليارات دولار.
عُزِّز التعاون الثنائي في مجال الدفاع منذ حادثة هاي يانغ شي يو 981 في عام 2014، إذ شهد كلا البلدين قضايا إقليمية مع الصين. أكد رئيس الوزراء الياباني شينزو آبي في خطاب ألقاه في مايو عام 2014 أن اليابان ستقدم لدول جنوب شرق آسيا «أقصى دعم» في نزاعاتها الإقليمية على بحر الصين الجنوبي. أكد الجنرال نائب وزير الدفاع الفيتنامي نغوين تشي فينه توقع فيتنام استقبال عدة سفن تابعة لخفر السواحل الياباني في أوائل عام 2015. سُلِّمت أول تلك السفن إلى خفر السواحل الفيتنامي في فبراير عام 2015.

## مقارنة بين البلدين
هذه مقارنة عامة ومرجعية للدولتين:
| وجه المقارنة                                              | اليابان         | فيتنام           |
| --------------------------------------------------------- | --------------- | ---------------- |
| المساحة (كم2)                                             | 377.97 ألف      | 331.69 ألف       |
| عدد السكان (نسمة)                                         | 126.79 مليون    | 94.66 مليون      |
| الكثافة السكانية (ن./كم²)                                 | 335.45          | 285.39           |
| العاصمة                                                   | طوكيو           | هانوي            |
| اللغة الرسمية                                             | اللغة اليابانية | اللغة الفيتنامية |
| العملة                                                    | ين ياباني       | دونغ فيتنامي     |
| الناتج المحلي الإجمالي (بليون دولار)                      | 4.87 تريليون    | 234.19 مليار     |
| الناتج المحلي الإجمالي (تعادل القوة الشرائية) بليون دولار | 5.18 تريليون    | 553.42 مليار     |
| الناتج المحلي الإجمالي الاسمي للفرد دولار أمريكي          | 34.52 ألف       | 2.48 ألف         |
| الناتج المحلي الإجمالي للفرد دولار أمريكي                 | 36.62 ألف       | 5.63 ألف         |
| مؤشر التنمية البشرية                                      | 0.903           | 0.666            |
| رمز المكالمات الدولي                                      | +81             | +84              |
| رمز الإنترنت                                              | .jp             | .vn              |
| المنطقة الزمنية                                           | توقيت اليابان   | ت ع م+07:00      |

## مدن متوأمة
في ما يلي قائمة باتفاقيات التوأمة بين مدن يابانية وفيتنامية:
- ترتبط فوكوكا مع هانوي باتفاقية توأمة منذ 4 نوفمبر 1992.[12][12][12][12]
- ترتبط شيزوكا مع هوي (مدينة) باتفاقية توأمة.
- ترتبط أوساكا مع مدينة هو تشي منه باتفاقية توأمة منذ 4 مايو 1988.[13][13][13][13]

## منظمات دولية مشتركة
يشترك البلدان في عضوية مجموعة من المنظمات الدولية، منها:
| علم المنظمة | اسم المنظمة                                      | تاريخ انضمام اليابان | تاريخ انضمام فيتنام |
| ----------- | ------------------------------------------------ | -------------------- | ------------------- |
|             | منتدى التعاون الاقتصادي لدول آسيا والمحيط الهادئ | 6 نوفمبر 1989        | 15 نوفمبر 1998      |
|             | منظمة التجارة العالمية                           | ?                    | 11 يناير 2007       |
|             | الاتحاد البريدي العالمي                          | ?                    | ?                   |
|             | منتدى آسيان الإقليمي ‏                            | ?                    | ?                   |
|             | يونسكو                                           | 2 يوليو 1951         | 6 يوليو 1951        |
|             | الفريق المعني برصد الأرض                         | ?                    | ?                   |
|             | مؤسسة التمويل الدولية                            | 20 يوليو 1956        | 4 أغسطس 1967        |
|             | بنك التنمية الآسيوي                              | 1966                 | 1966                |
|             | منظمة حظر الأسلحة الكيميائية                     | ?                    | ?                   |
|             | مؤسسة التنمية الدولية                            | 27 ديسمبر 1960       | 24 سبتمبر 1960      |
|             | وكالة ضمان الاستثمار متعدد الأطراف               | 12 أبريل 1988        | 5 أكتوبر 1994       |
|             | الاتحاد الدولي للاتصالات                         | 29 يناير 1879        | 24 سبتمبر 1951      |
|             | منظمة الشرطة الجنائية الدولية                    | ?                    | ?                   |
|             | الأمم المتحدة                                    | 18 ديسمبر 1956       | 20 سبتمبر 1977      |
|             | البنك الدولي للإنشاء والتعمير                    | 13 أغسطس 1952        | 21 سبتمبر 1956      |
|             | المنظمة الهيدروغرافية الدولية                    | ?                    | ?                   |

## وصلات خارجية
- موقع وزارة الخارجية اليابانية
- موقع وزارة الخارجية الفيتنامية